# Balghis Badri
Balghis Badri (en árabe: بلقيس بدرى, nacida en 1948) es una activista feminista sudanesa, especialmente implicada en lucha contra la mutilación genital femenina (MGF) y el desarrollo de las mujeres rurales, desde 1979. Es profesora de antropología social en la Universidad de Ahfad para mujeres.

## Biografía
Proviene de una familia de educadores. Es hija de Yusuf Badri, fundador de la Universidad Ahfad para Mujeres (AUW) en Jartum en 1966, y nieta del soldado mahdista, Babiker Badri. 
Badri obtuvo su doctorado en antropología social en la Universidad de Hull en Inglaterra en 1978. 
Fue profesora a tiempo parcial en la Universidad Ahfad para Mujeres de 1974 a 1997, y a tiempo completo desde entonces, donde ahora da clases de antropología social. En 2002 fundó y se convirtió en la directora inaugural del Instituto de Estudios de la Mujer, Género y Desarrollo de la AUW.  Badri es también directora del Instituto Regional de Género, Diversidad, Paz y Derechos de la Universidad de Ahfad para Mujeres, en Omdurman / Jartum. En 1979, introdujo estudios relacionados con la mujer y el género en los planes de estudio universitarios.

## Obras
En febrero de 2017, publicó el Activismo de las mujeres en África (coeditado por Badri y Aili Mari Tripp).  

## Controversia
En enero de 2018, el hermano de Badri, Gasim Badri, presidente de la Universidad de Ahfad para la Mujer, fue grabado en un vídeo agarrando a una estudiante, que protestaba, con el pañuelo en la cabeza y golpeándola varias veces en la cabeza. Badri defendió sus acciones, alegando que el vídeo "solo muestra un lado de la verdad" y que algunos de los manifestantes habían amenazado con dañar y destrozar la universidad.